# Mankanya
El mankanya és una llengua africana parlada per unes 75.000 persones a Guinea Bissau, Senegal i Gàmbia principalment del grup ètnic del mateix nom. Pertany a la branca bak de la família de llengües nigerocongoleses.
La llengua té estatus de llengua oficial al Senegal, i darrerament s'ha desenvolupat una ortografia per escriure'l. El mankanya es coneix com a "Uhula" pels mateixos mankanyes o "bahula". Es creu que el nom 'Mankanya' ('Mancagne' en francès) se'ls ha conferit a la gent i la seva llengua els colonialistes que en el moment de la colonització va confondre el nom del seu cap amb el nom de la pròpia gent.
La llengua conté molts manlleus del kriol. També hi ha una ampli bilingüisme amb el mandjak, una llengua estretament relacionada que en gran manera són  mútuament comprensibles, així com amb altres llengües minoritàries parlades a l'àrea, com ara malinke i diola. Finalment, els parlants mankanya al Senegal també saben francès, i els que estan a Gàmbia saben anglès.

## Alfabet
El mankanya s'escriu en alfabet llatí. A Senegal un decret de 2005 en regula l'ortografia.
| Lletres de l'alfabet (Senegal) | Lletres de l'alfabet (Senegal) | Lletres de l'alfabet (Senegal) | Lletres de l'alfabet (Senegal) | Lletres de l'alfabet (Senegal) | Lletres de l'alfabet (Senegal) | Lletres de l'alfabet (Senegal) | Lletres de l'alfabet (Senegal) | Lletres de l'alfabet (Senegal) | Lletres de l'alfabet (Senegal) | Lletres de l'alfabet (Senegal) | Lletres de l'alfabet (Senegal) | Lletres de l'alfabet (Senegal) | Lletres de l'alfabet (Senegal) | Lletres de l'alfabet (Senegal) | Lletres de l'alfabet (Senegal) | Lletres de l'alfabet (Senegal) | Lletres de l'alfabet (Senegal) | Lletres de l'alfabet (Senegal) | Lletres de l'alfabet (Senegal) | Lletres de l'alfabet (Senegal) | Lletres de l'alfabet (Senegal) | Lletres de l'alfabet (Senegal) | Lletres de l'alfabet (Senegal) | Lletres de l'alfabet (Senegal) | Lletres de l'alfabet (Senegal) | Lletres de l'alfabet (Senegal) | Lletres de l'alfabet (Senegal) |
| ------------------------------ | ------------------------------ | ------------------------------ | ------------------------------ | ------------------------------ | ------------------------------ | ------------------------------ | ------------------------------ | ------------------------------ | ------------------------------ | ------------------------------ | ------------------------------ | ------------------------------ | ------------------------------ | ------------------------------ | ------------------------------ | ------------------------------ | ------------------------------ | ------------------------------ | ------------------------------ | ------------------------------ | ------------------------------ | ------------------------------ | ------------------------------ | ------------------------------ | ------------------------------ | ------------------------------ | ------------------------------ |
| A                              | B                              | C                              | D                              | E                              | Ë                              | F                              | G                              | H                              | I                              | J                              | K                              | L                              | M                              | N                              | Ñ                              | Ŋ                              | O                              | P                              | R                              | S                              | Ş                              | T                              | Ŧ                              | Ƭ                              | U                              | W                              | Y                              |
| a                              | b                              | c                              | d                              | e                              | ë                              | f                              | g                              | h                              | i                              | j                              | k                              | l                              | m                              | n                              | ñ                              | ŋ                              | o                              | p                              | r                              | s                              | ş                              | t                              | ŧ                              | ƭ                              | u                              | w                              | y                              |